# Juan Antonio Zaldua
Juan Antonio Zaldua Olazar (Busturia, 14 ottobre 1952) è un ex calciatore spagnolo.

## Carriera
Cresciuto nella cantera dell'Athletic Bilbao, esordisce con il Bilbao Athletic nella stagione 1971-1972. Tre anni dopo viene promosso in prima squadra, debuttando in Primera División spagnola il 19 ottobre 1975 nella partita Racing Santander-Athletic (1-1). Milita quindi per sei stagioni con i rojiblancos nelle quali è spesso relegato al ruolo di "vice" di Iribar, indiscussa bandiera della squadra.